# Adamo Coulibaly
Adamo Coulibaly (ur. 14 sierpnia 1981 w Paryżu) – francuski piłkarz pochodzenia iworyjskiego, występujący na pozycji napastnika.
| Sezon   | Klub              | Kraj    | Rozgrywki       | Mecze | Bramki | Rozgrywki Europy                    | Mecze | Bramki |
| ------- | ----------------- | ------- | --------------- | ----- | ------ | ----------------------------------- | ----- | ------ |
| 2006/07 | AS Poissy         | Francja | CFA             | 23    | 11     | -                                   | -     | -      |
| 2007/08 | Sint-Truidense VV | Belgia  | Jupiler League  | 27    | 7      | -                                   | -     | -      |
| 2008/09 | Royal Antwerp FC  | Belgia  | Proximus League | 27    | 2      | -                                   | -     | -      |
| 2009/10 | Debreceni VSC     | Węgry   | NB I            | 3O    | 14     | Liga Mistrzów UEFA                  | 10    | 3      |
| 2010/11 | Debreceni VSC     | Węgry   | NB I            | 26    | 14     | Liga Mistrzów UEFA Liga Europy UEFA | 4 7   | 2 1    |
| 2011/12 | Debreceni VSC     | Węgry   | NB I            | 27    | 19     | -                                   | -     | -      |
| 2012/13 | Debreceni VSC     | Węgry   | NB I            | 27    | 18     | Liga Mistrzów UEFA Liga Europy UEFA | 4 2   | 2 0    |
| 2013/14 | RC Lens           | Francja | Ligue 2         | 31    | 6      | -                                   | -     | -      |
| 2014/15 | RC Lens           | Francja | Ligue 1         | 33    | 4      | -                                   | -     | -      |
| 2015/16 | Debreceni VSC     | Węgry   | NB I            | 7     | 0      | -                                   | -     | -      |

Stan na: koniec sezonu 2015/2016